# Estación de Paracuellos-Saviñán
Paracuellos-Saviñán, oficialmente y según Renfe Paracuellos-Sabiñán es una estación ferroviaria situada en el municipio español de Paracuellos de la Ribera cerca de Saviñán o Sabiñán en la provincia de Zaragoza, comunidad autónoma de Aragón. Cuenta con servicios de Media Distancia.

## Situación ferroviaria
La estación se encuentra en el punto kilométrico 257,8 de la línea férrea de ancho ibérica que une Madrid con Barcelona a 462 metros de altitud, entre las estaciones de Embid de Jalón y de Saviñán. 
El tramo es de vía única y está electrificado.

## Historia
La estación fue inaugurada el 25 de mayo de 1863 con la apertura del tramo Medinaceli - Zaragoza de la línea férrea Madrid-Zaragoza por parte de la Compañía de los Ferrocarriles de Madrid a Zaragoza y Alicante o MZA. En 1941, la nacionalización del ferrocarril en España supuso la integración de la compañía en la recién creada RENFE.
Entre 1977 y 1983, fecha en que fueron sustituidos por autobuses, existió un servicio desde Zaragoza-El Portillo prestado por un Ferrobús que, vía Calatayud, Daroca y Caminreal, enlazaba con Teruel. Este servicio tenía una duración de 4 h y 56 min.
Desde el 31 de diciembre de 2004 Renfe Operadora explota la línea mientras que Adif es la titular de las instalaciones ferroviarias.

## La estación

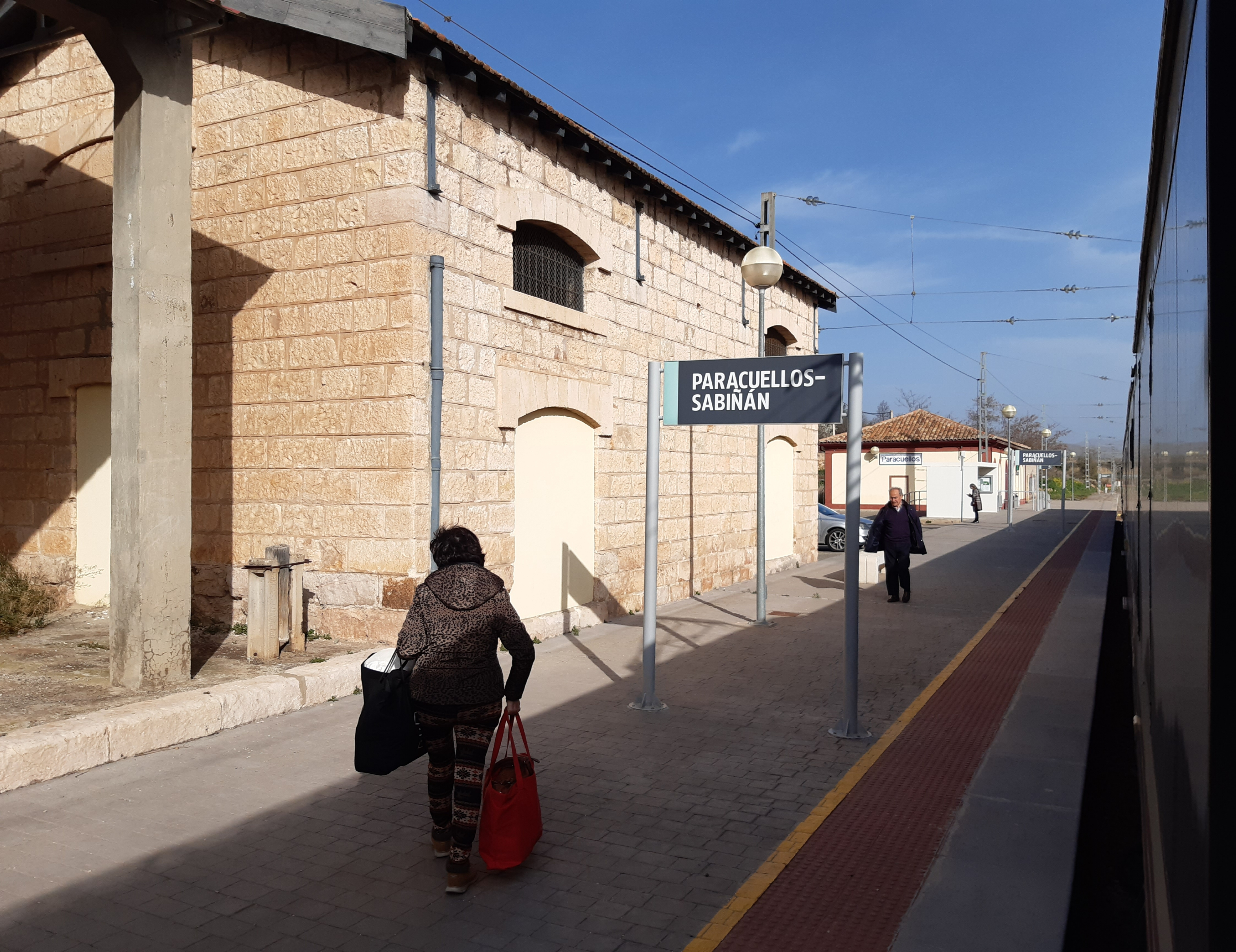
Vista de la estación de Paracuellos-Sabiñán, en febrero de 2020.

La estación sufrió una reforma y renovación completas de elementos para hacerla accesible a personas con discapacidad. Se realizaron obras de mejora en todos los elementos de la estación: andenes, edificio de viajeros, almacenes y pasos de uno a otro andén. Dichos pasos son subterráneos y protegidos por una cubierta, caso único en las estaciones intermedias del tramo Zaragoza-Calatayud, lo que le convierte en una de las mejores de dicho tramo.
Se halla a 2 km de Sabiñán y a escasos 800 m de Paracuellos de la Ribera. La estación cuenta con un andén lateral (el que tiene el edificio de viajeros) que da acceso a la vía principal más un andén central que atiende a dos vías más de apartado. Antaño poseía vías muertas desde Calatayud que servían para descarga de material en los almacenes, pero fueron fueron retiradas al reformar la estación  y ampliar el andén hacia el sur.

## Servicios ferroviarios

### Media Distancia
Renfe presta servicios de Media Distancia gracias a sus trenes Regionales en los trayectos indicados, realizando tres servicios diarios por sentido en total, salvo sábados que se reducen a dos por sentido, de la forma que se detalla a continuación.
El servicio Zaragoza-Arcos de Jalón se presta una vez al día por sentido con antiguos Intercity reconvertidos a regionales, los trenes de la serie 448 de Renfe.
| Línea MD | Trenes   | Origen/Destino   |  | Destino/Origen      |
| -------- | -------- | ---------------- |  | ------------------- |
|          | Regional | Madrid-Chamartín |  | Lérida Pirineos     |
|          | Regional | Arcos de Jalón   |  | Zaragoza-Miraflores |

El servicio con destino/origen Madrid-Chamartín se presta con un  Regional R-470, de tres coches.